# Ladislaus Amade von Várkonyi

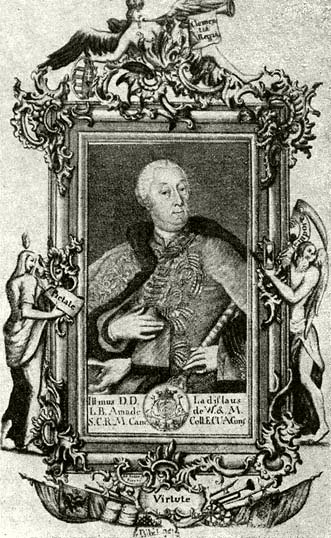
László Amade (1703–1764), Porträt von Sebestyén Zeller

Ladislaus Amade von Várkonyi (* 12. März 1703 in Bős; † 22. Dezember 1764 in Felbár, Große Schüttinsel) war ein Dichter.

## Leben
Ladislaus Amade von Várkonyi wurde am 12. März 1703 in Bős, dem heutigen Gabčíkovo geboren. Er studierte in Trnava und an der Universität Graz. Diese promovierte ihn 1725 zum Doktor der Philosophie. 1734 trat er ins ungarische Husarenregiment Hávor ein. Dort wurde er zunächst zum Rittmeister und dann zum Obersten befördert. General-Adjutant bei der Insurrektion des Adels wurde er 1744 und sechs Jahre später Rat der Hofkammer in Pressburg. Am 22. Dezember 1764 verstarb er im Alter von 61 Jahren in Felbár, das auf der Großen Schüttinsel liegt.
Amade von Várkonyi dichtete in der ungarischen und der lateinischen Sprache. Sein einziges gedrucktes Werk ist eine Sammlung seiner geistlichen Gedichte unter dem Titel Buzgó szivnek énekes fohászkodásai. Daneben dichtete er zahlreiche Lieder erotischen Inhaltes. Diese lieblichen Lieder waren zwar im 18. Jahrhundert recht populär, aber existierten nicht in geschriebener Fassung. Erst sein Urenkel, Graf Thaddäus Amade, sammelte dessen im Volksmund umlaufende Lieder und publizierte sie in der Liedersammlung Várkonyi Versei, die zu Pest 1836 erschienen war. Einige dieser Lieder nahm Karl Maria Kertbeny in seinem Album hundert ungarischer Dichter, das er in Pest 1854 herausgab, auf und übersetzte sie.
Constantin von Wurzbach hebt in seiner Biografie Amades das Gedicht Várkonyi szerelmei hervor. Dieses recht lange Gedicht wurde in Alexandrinern, von denen jeweils vier zu einer Strophe vereinigt wurden, verfasst. Er erzählt in diesem Gedicht von Liebesgeschichten.

## Werke
- Buzgó szivnek énekes fohászkodásai (Wien 1755)